# Yosef Sapir
Yosef Sapir (en hebreo: יוסף ספיר), nacido el 27 de  enero de 1902, y fallecido el 26 de febrero de 1972, fue un político israelí miembro de la Knéset. Estuvo al mando de los Generales sionistas y fue uno de los fundadores de Gahal.
Entre 1940 y 1951 fue alcalde de Petaj Tikva, donde una de sus calles lleva su nombre. Poco después de su mandato, Sapir se sumó el gobierno nacional a fines de 1952 como Ministro de Salud, título que intercambó en 1953, convirtiéndose así en Ministro de Transporte, hasta 1955.
Durante el gobierno de Levi Eshkol, formado en la víspera de la Guerra de los Seis Días, Sapir sirvió como ministro sin cartera y asumió el cargo de Ministro de Industria en el gobierno de Golda Meir, hasta la coalición izquierdista de Gahal el 6 de agosto de 1970. 
Karmei Yosef, un asentamiento comunal entre Ramla y Beit Shemesh, fundado en 1984, fue nombrado en su honor.